# 鄉 (中華民國)
鄉是中華民國地方制度中最基層的地方自治團體之一，設於縣之下，地位與鎮及縣轄市相同，普遍而言即都市化程度偏低且第一級產業農業比例較高之行政區，亦被稱為鄉下或偏鄉。鄉設鄉公所及鄉民代表會，作為行政機關與立法機關。鄉下轄村，與縣轄市、鎮、區下所轄之里同級。
目前之《地方制度法》並無詳細規範鄉的設置標準，現時的臺灣省各縣的鄉、鎮大多是由臺灣日治時期的1920年施行「街庄制度」下的庄、街直接改制而來。不過若有鄉、鎮、縣轄市之合併設置事宜，均需依法重新區劃，但做為配套法律的《行政區劃法》並未立法完成。一般來說，沿襲舊制也是鄉鎮地界劃分參酌的因素之一。
目前中華民國有146個鄉（含24個山地鄉），人口最多與最少的鄉分別是新竹縣湖口鄉與金門縣烏坵鄉，2024年底兩鄉人口分別為83,748人與646人，有7個鄉的人口超過5萬人，分別是新竹縣湖口鄉（83,748人）、花蓮縣吉安鄉（83,135人）、嘉義縣民雄鄉（69,923人）、新竹縣新豐鄉（59,336人）、宜蘭縣冬山鄉（53,117人）、屏東縣內埔鄉（52,646人）與雲林縣麥寮鄉（50,001人）。若不計山地鄉，人口密度最高與最低的鄉分別是屏東縣琉球鄉與嘉義縣大埔鄉，2024年底兩鄉人口密度分別為每平方公里1,792人與每平方公里25人；面積最大與最小的鄉分別是臺東縣卑南鄉與金門縣烏坵鄉，兩鄉面積分別為412.6871平方公里與1.2000平方公里。

## 現況
現今中華民國的鄉數目統計(含山地鄉)：
| 縣   | 新竹縣 | 苗栗縣 | 彰化縣 | 南投縣 | 雲林縣 | 嘉義縣 | 屏東縣 | 宜蘭縣 | 花蓮縣 | 臺東縣 | 澎湖縣 | 金門縣 | 連江縣 | 全國總計 |
| ---- | ------ | ------ | ------ | ------ | ------ | ------ | ------ | ------ | ------ | ------ | ------ | ------ | ------ | -------- |
| 鄉數 | 9      | 11     | 18     | 8      | 14     | 14     | 29     | 8      | 10     | 13     | 5      | 3      | 4      | 146      |

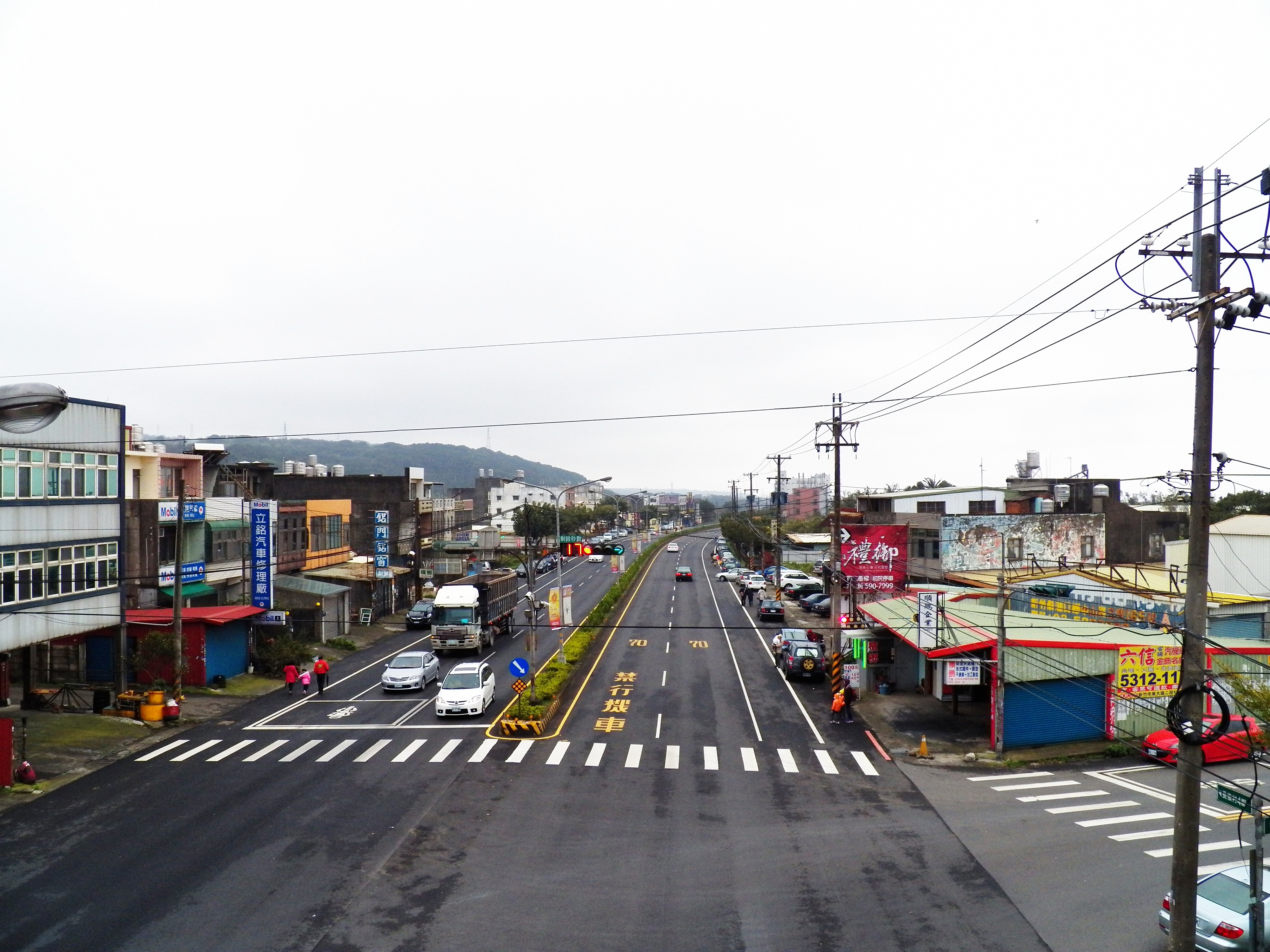
新竹縣湖口鄉
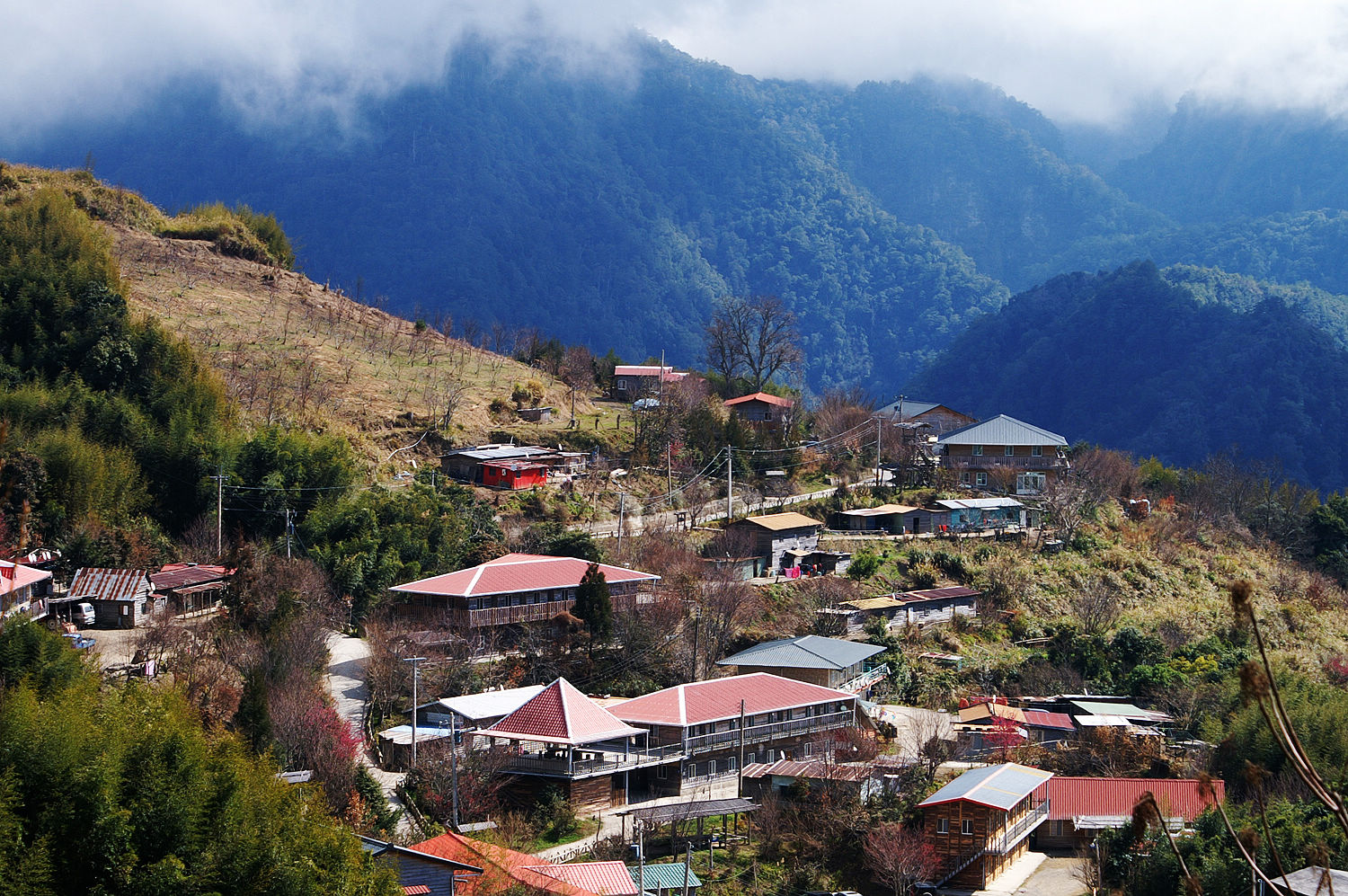
新竹縣尖石鄉
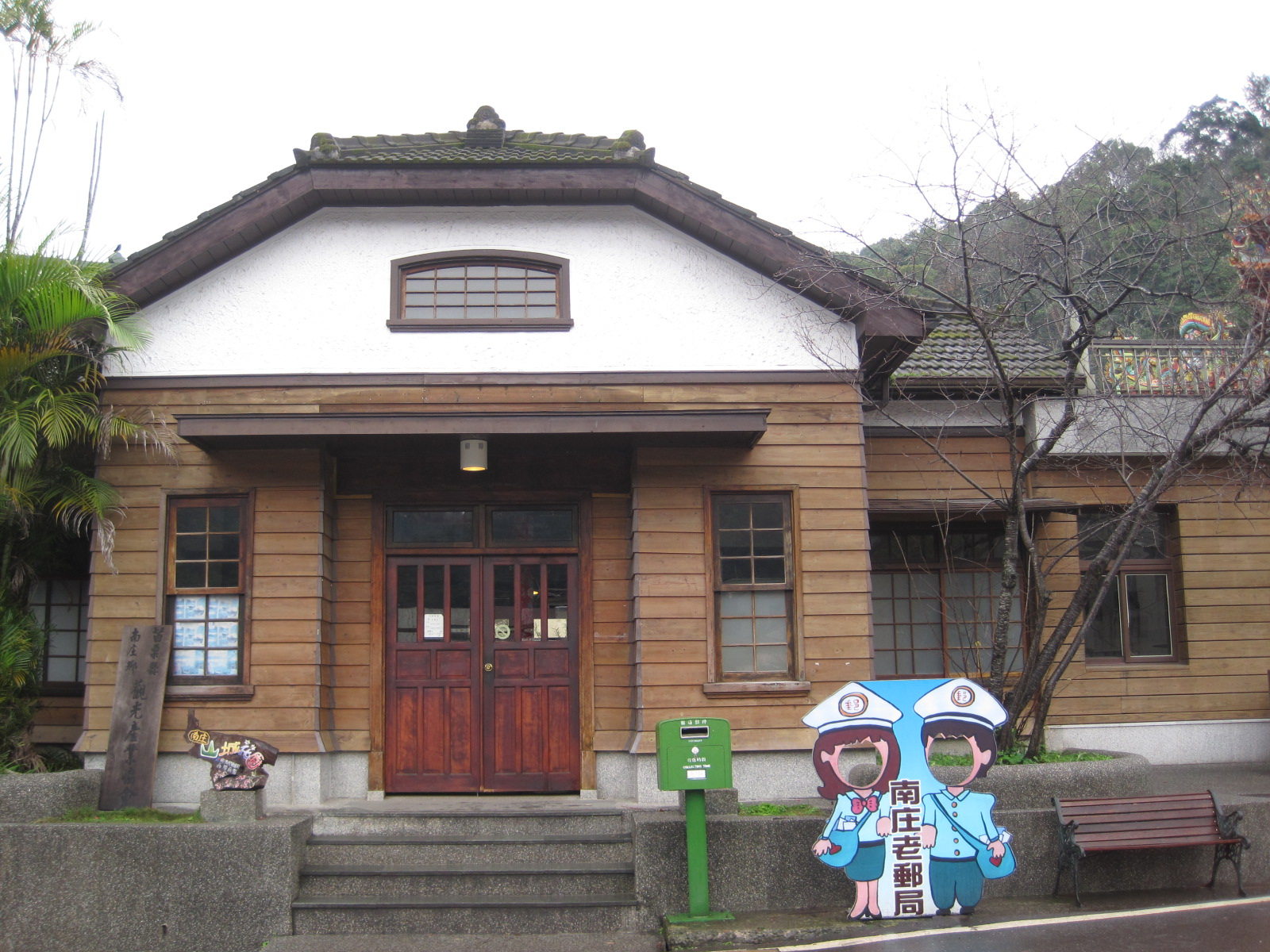
苗栗縣大湖鄉
- 彰化縣芬園鄉
- 南投縣仁愛鄉
- 南投縣名間鄉
- 南投縣水里鄉
- 雲林縣古坑鄉
- 嘉義縣阿里山鄉
- 屏東縣高樹鄉
- 屏東縣枋山鄉
- 宜蘭縣礁溪鄉
- 花蓮縣瑞穗鄉
- 花蓮縣萬榮鄉
- 花蓮縣富里鄉
- 臺東縣卑南鄉
- 臺東縣池上鄉
- 臺東縣蘭嶼鄉
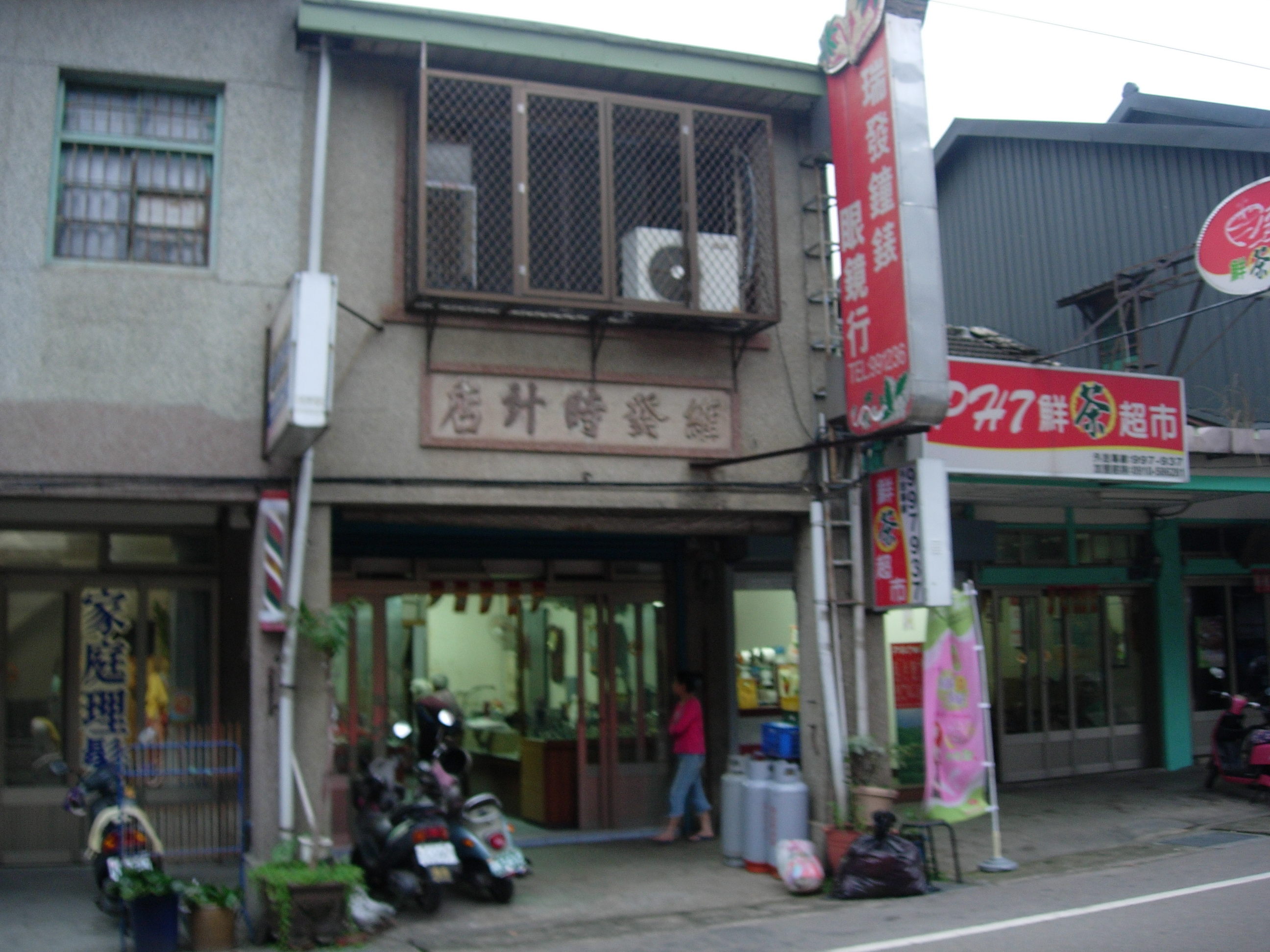
澎湖縣七美鄉
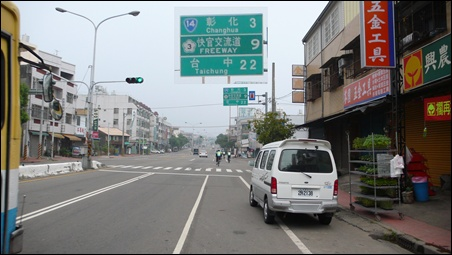
彰化縣芬園鄉
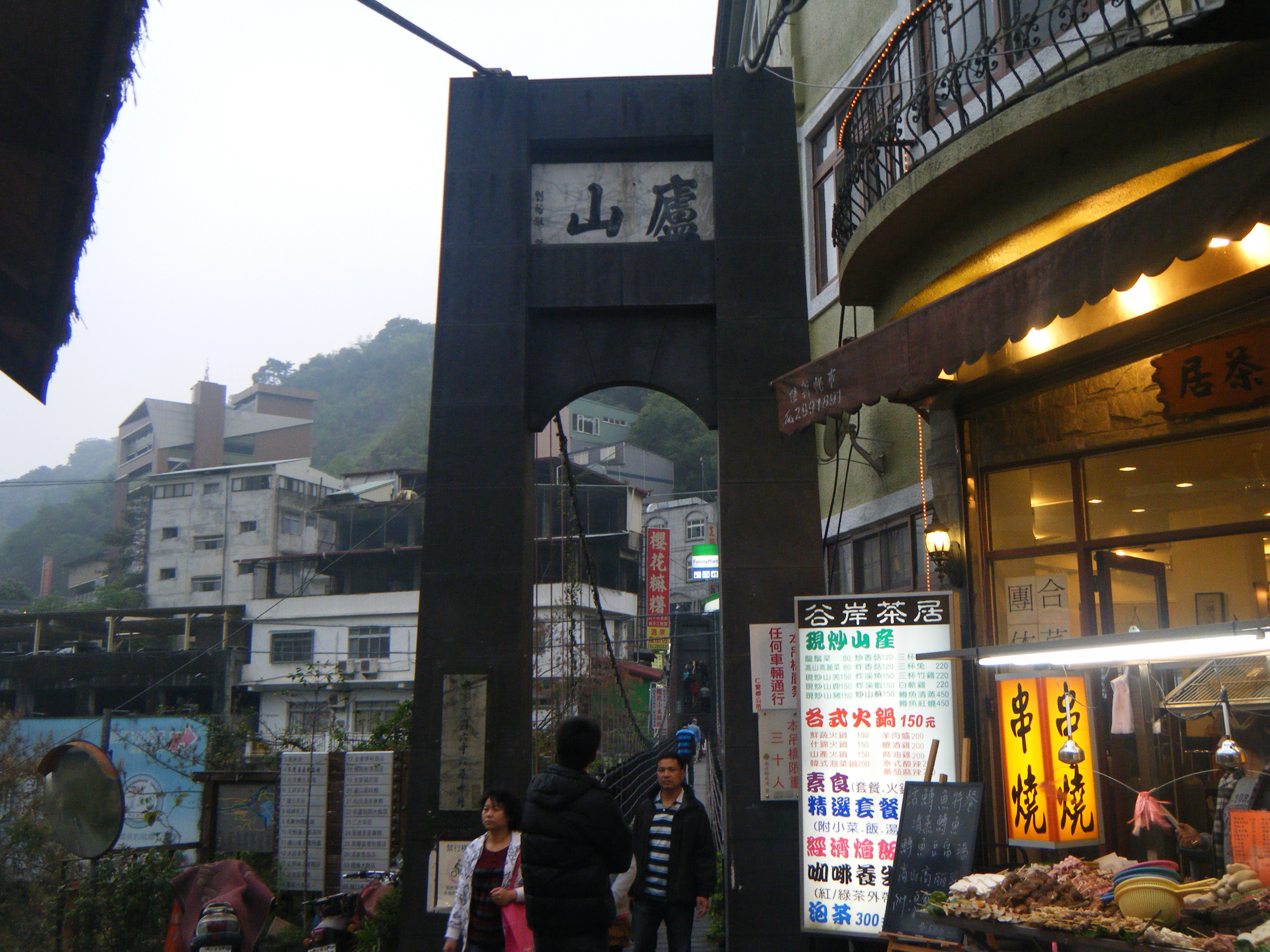
南投縣仁愛鄉
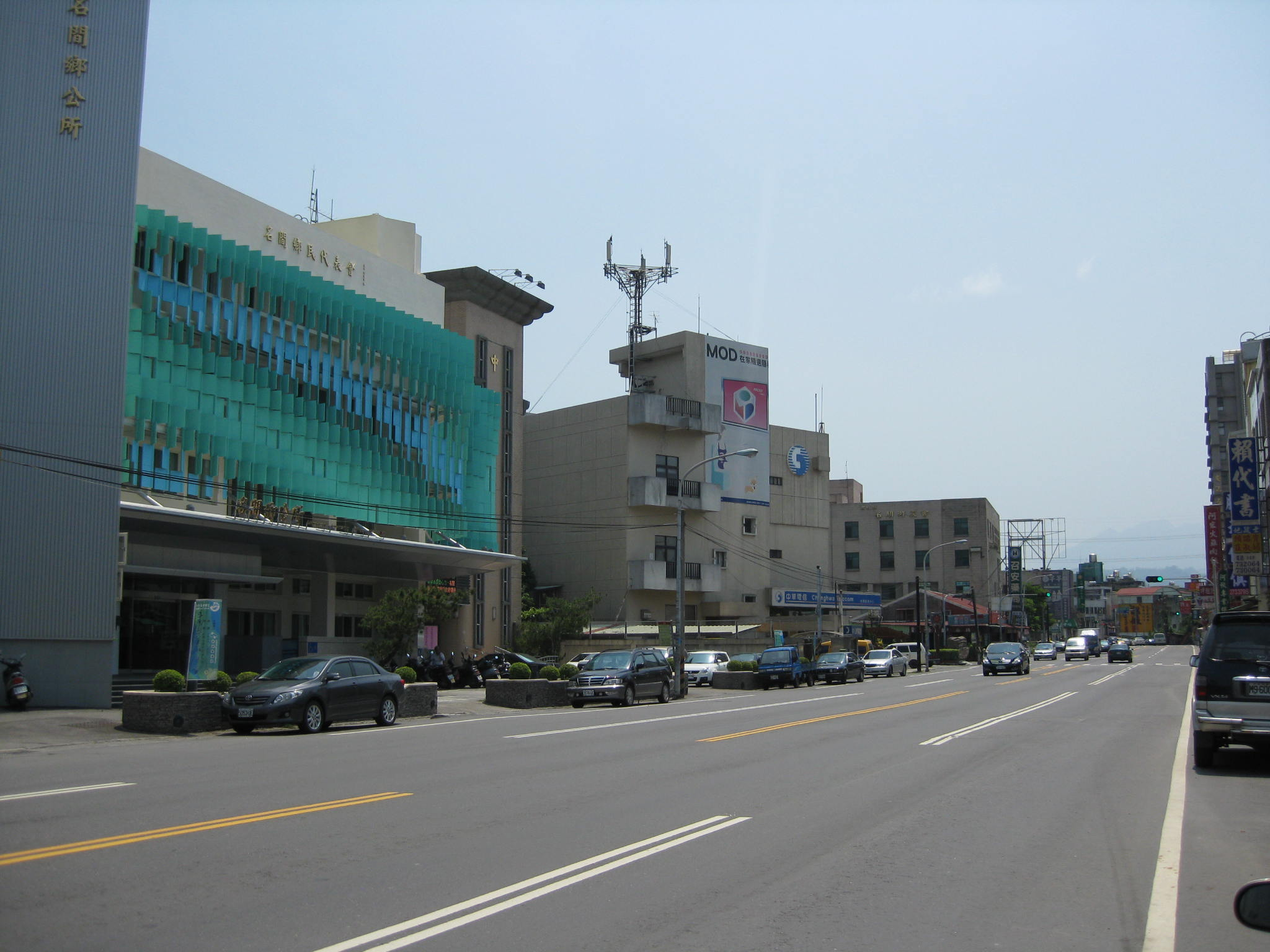
南投縣名間鄉
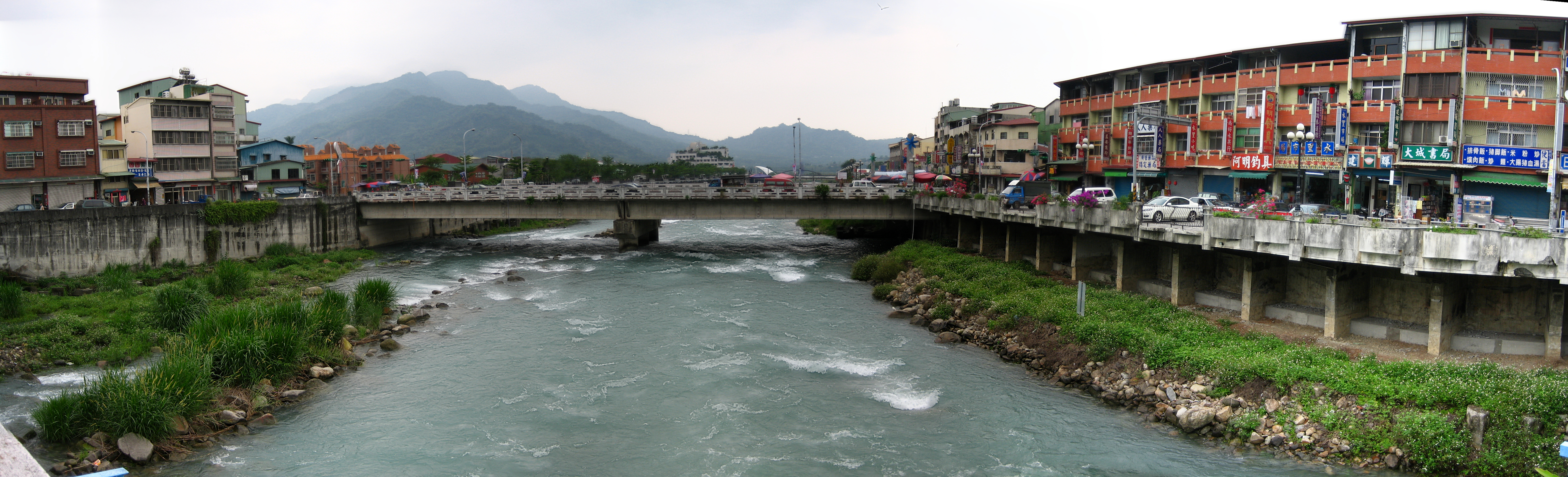
南投縣水里鄉
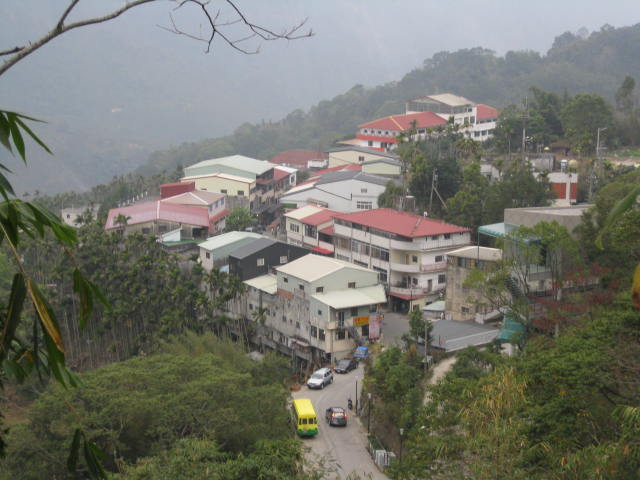
雲林縣古坑鄉
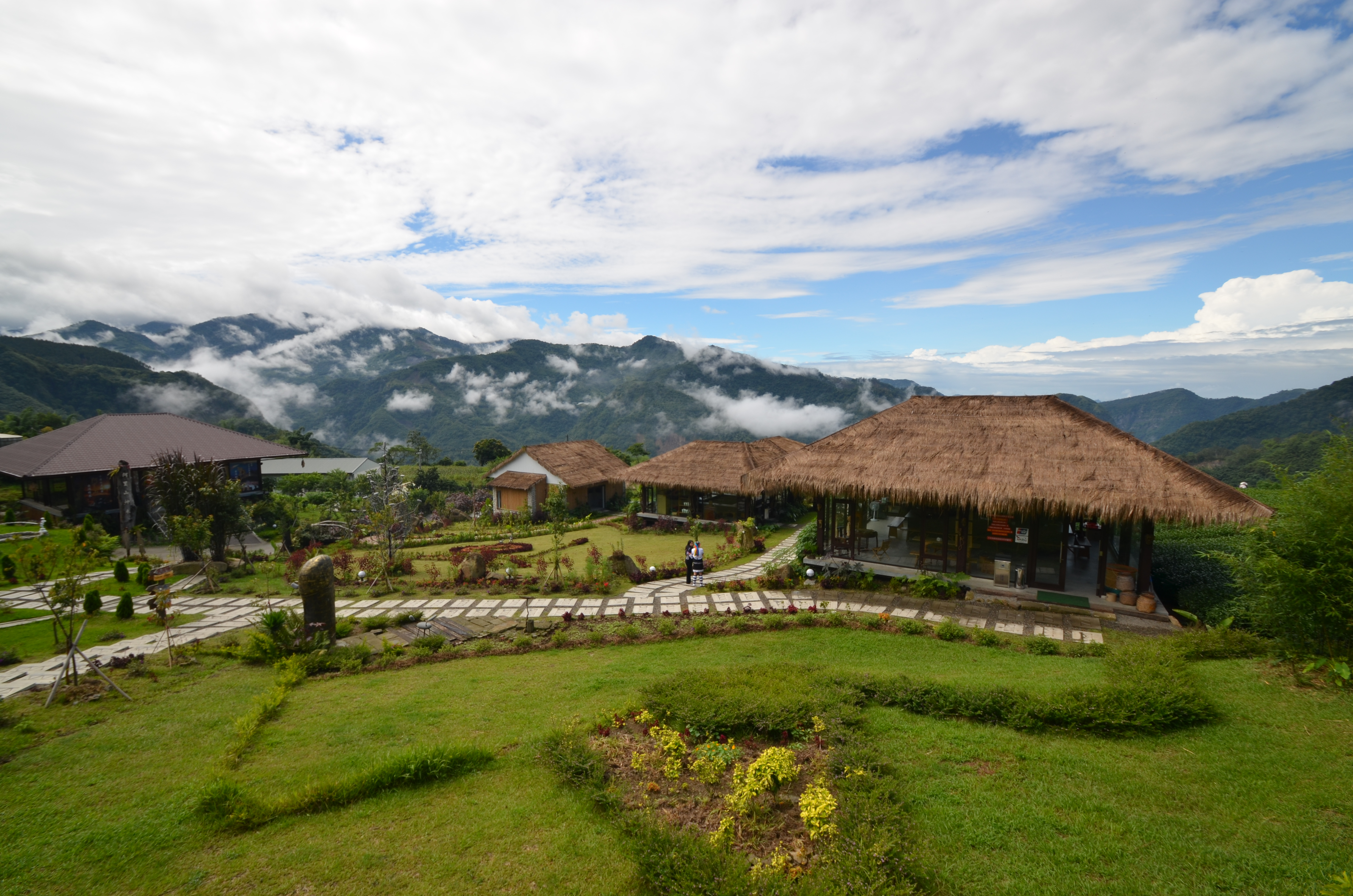
嘉義縣阿里山鄉
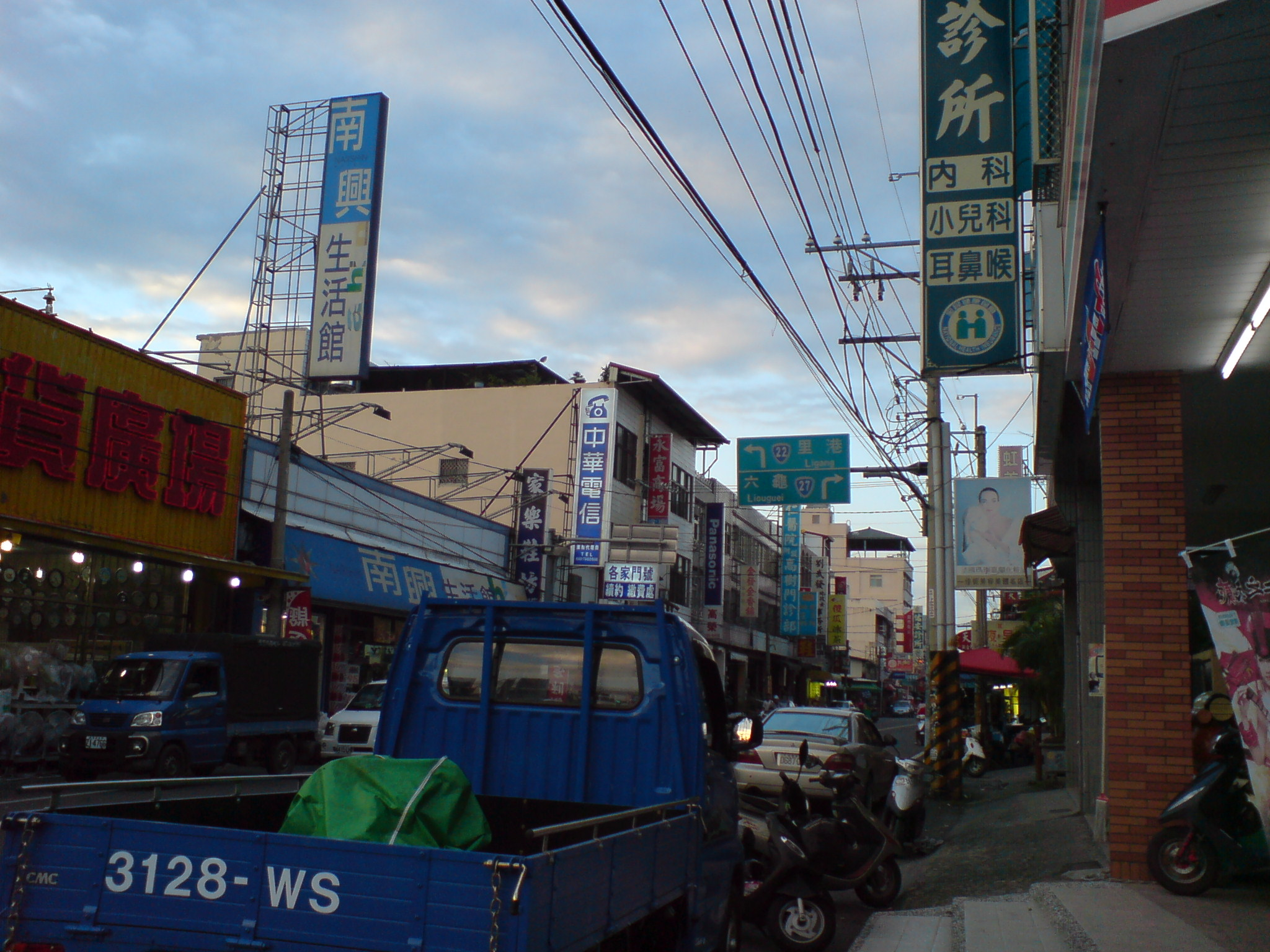
屏東縣高樹鄉
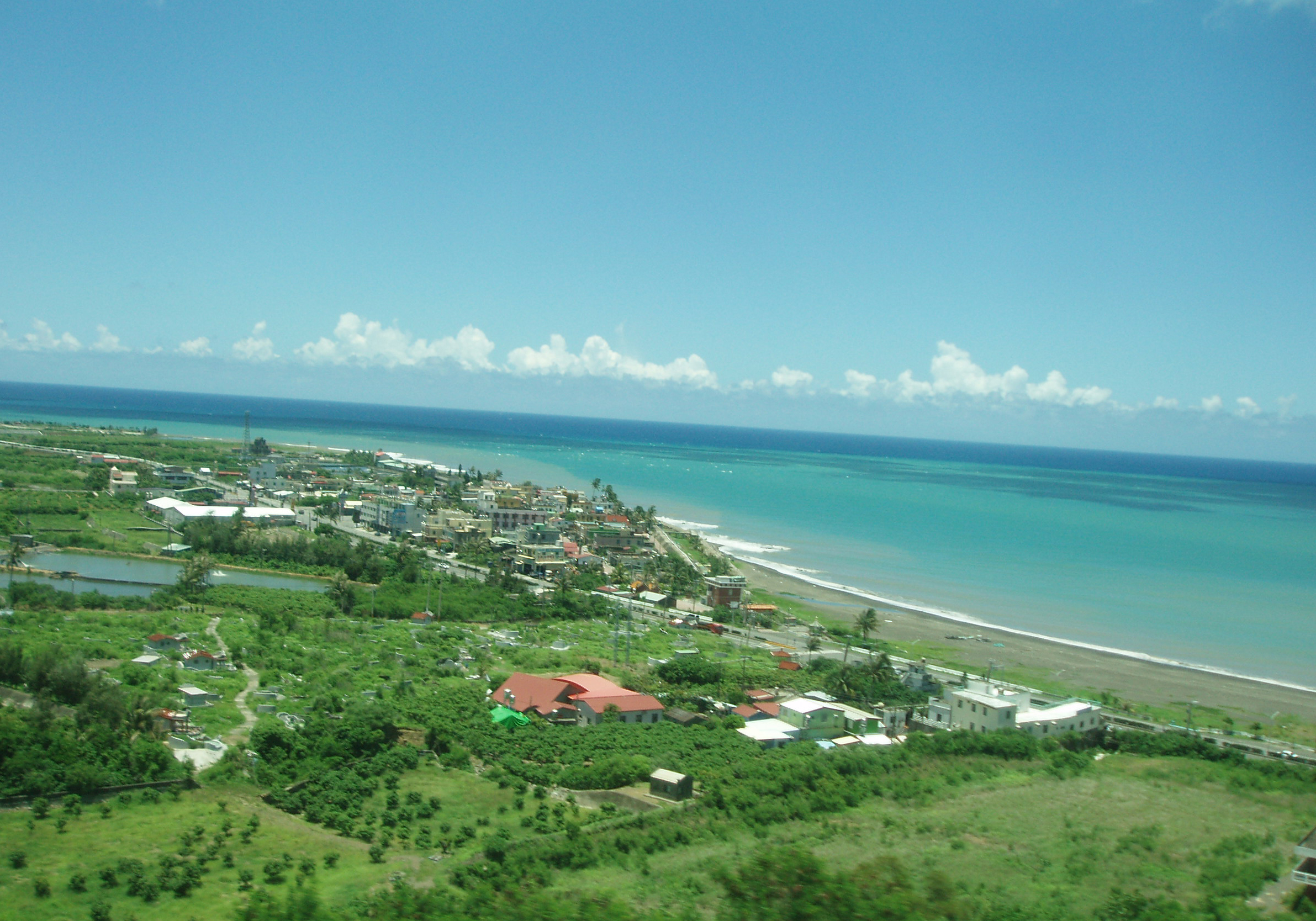
屏東縣枋山鄉
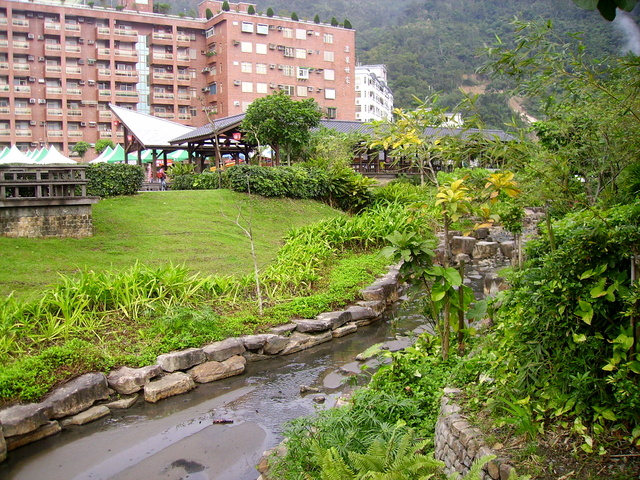
宜蘭縣礁溪鄉
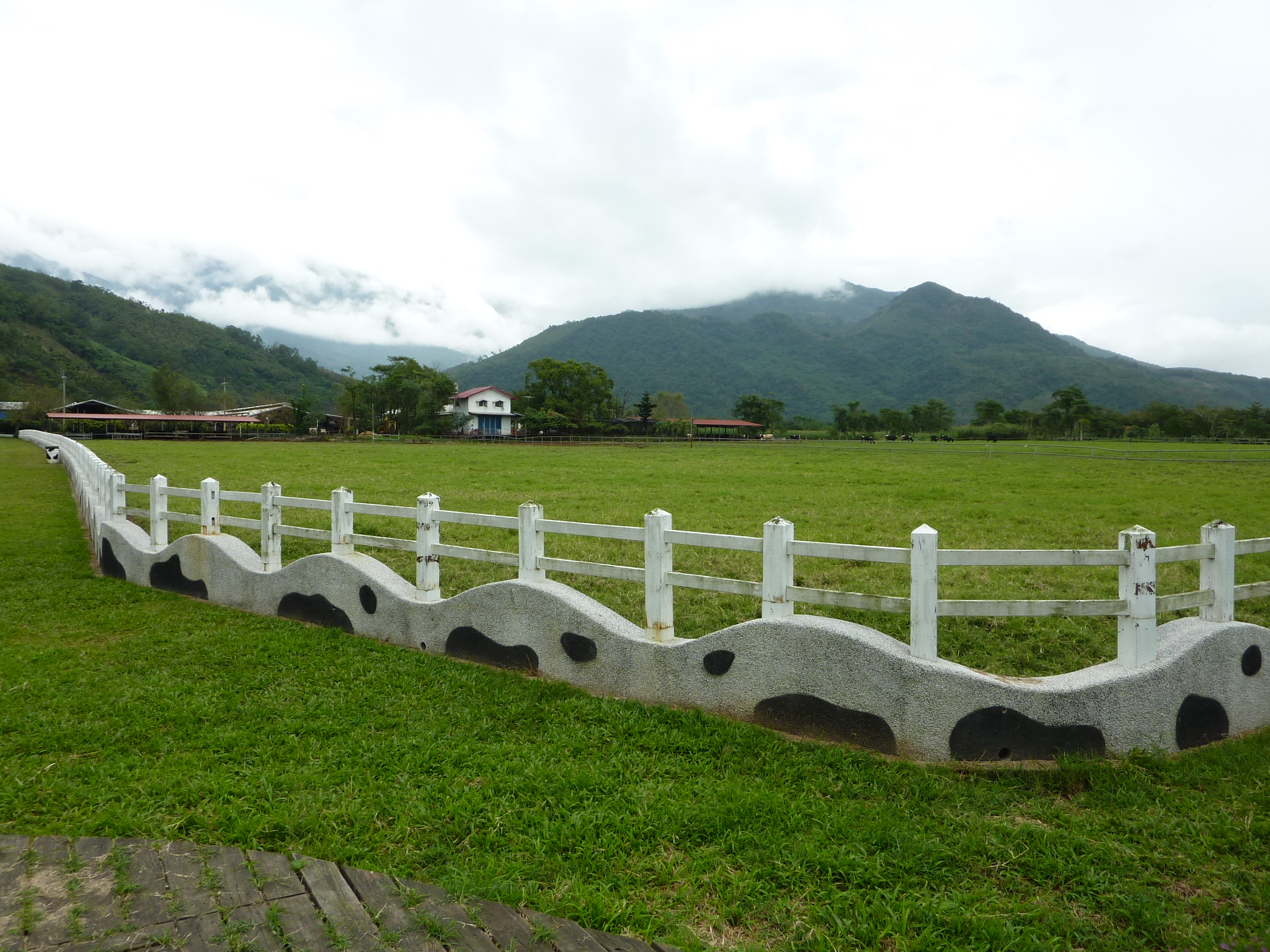
花蓮縣瑞穗鄉
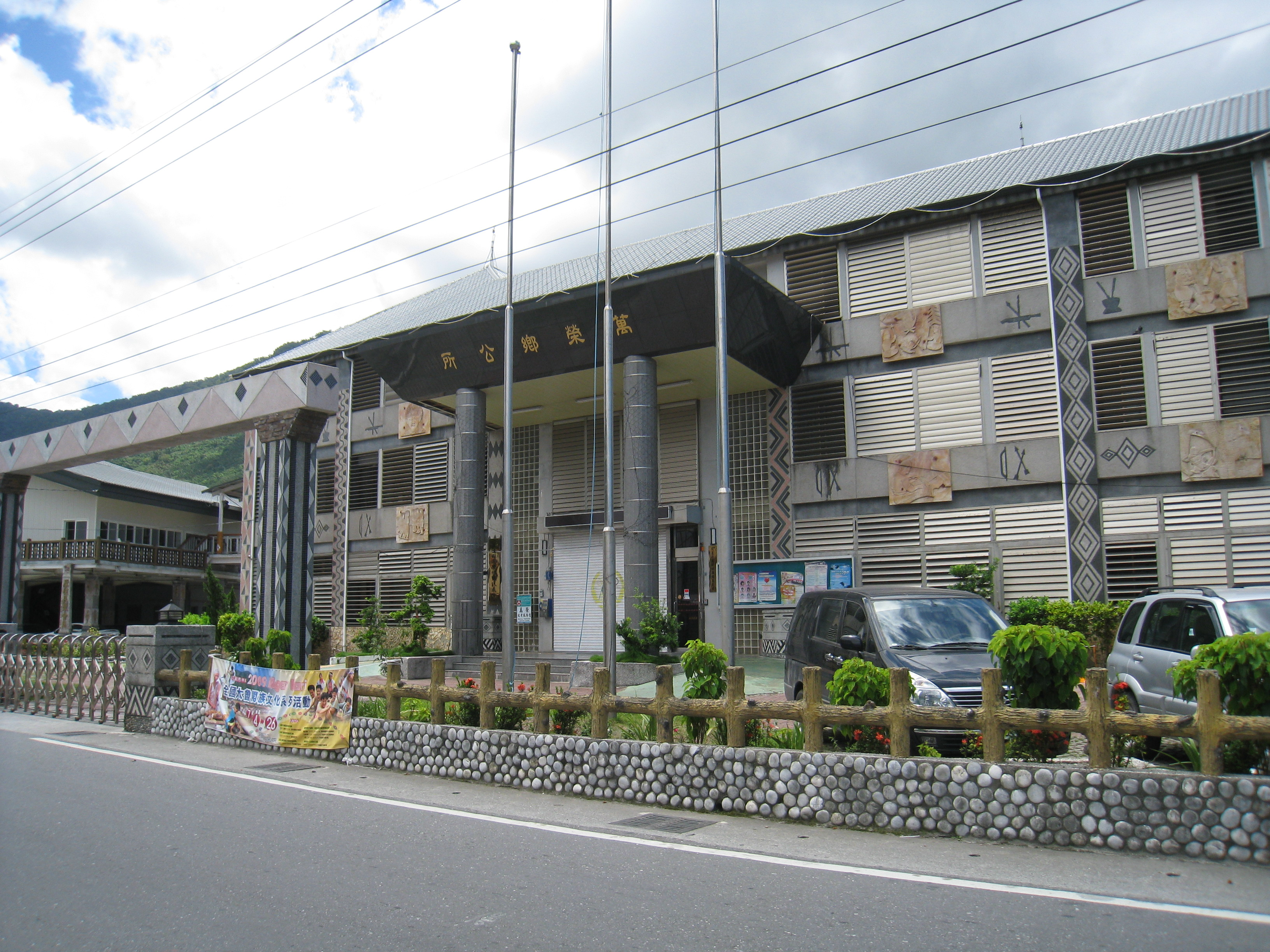
花蓮縣萬榮鄉
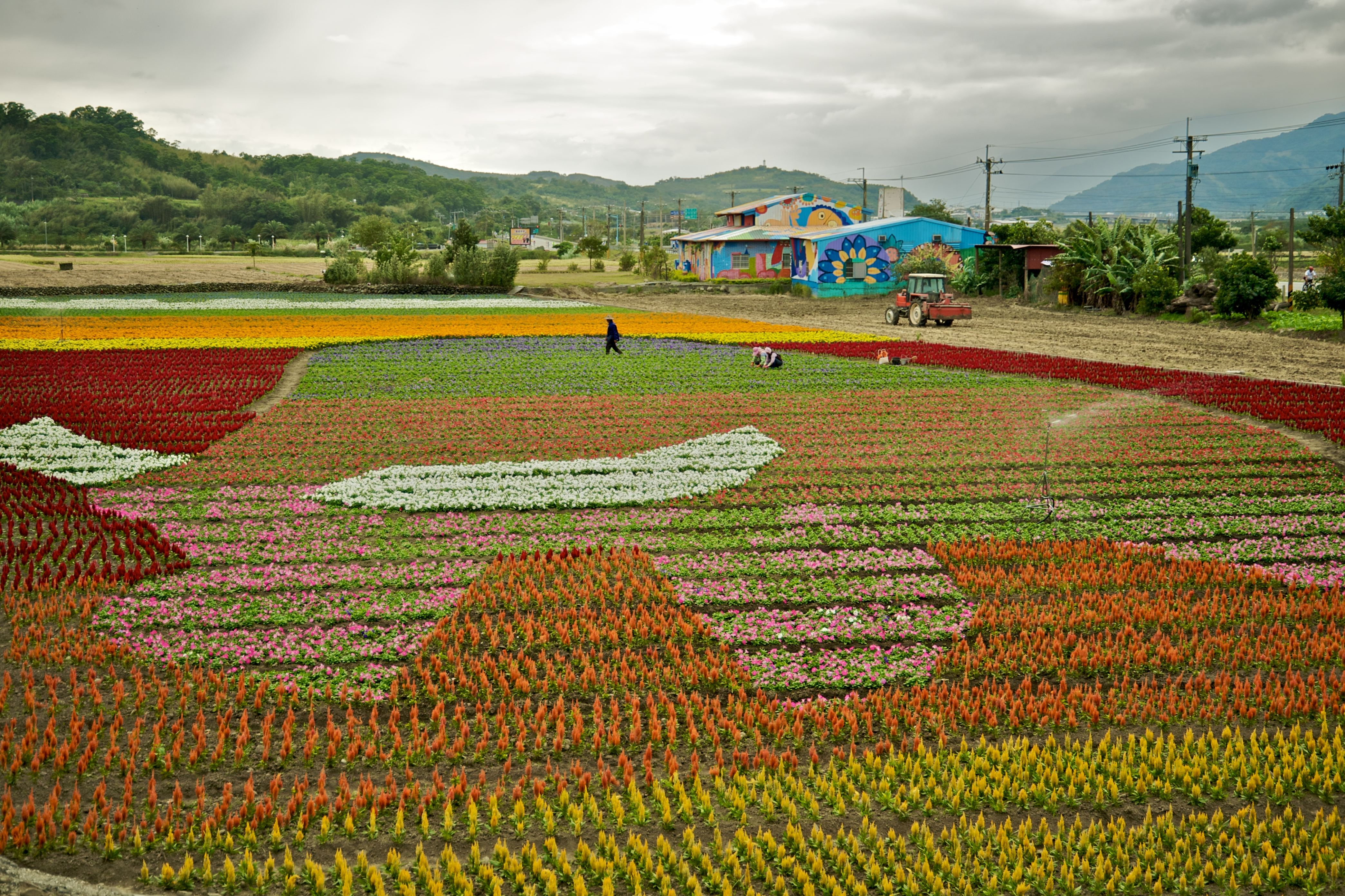
花蓮縣富里鄉
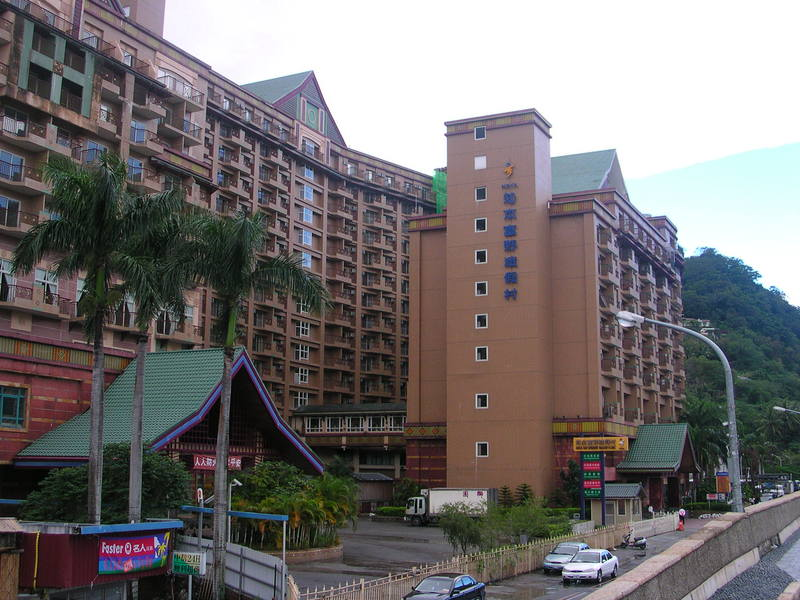
臺東縣卑南鄉
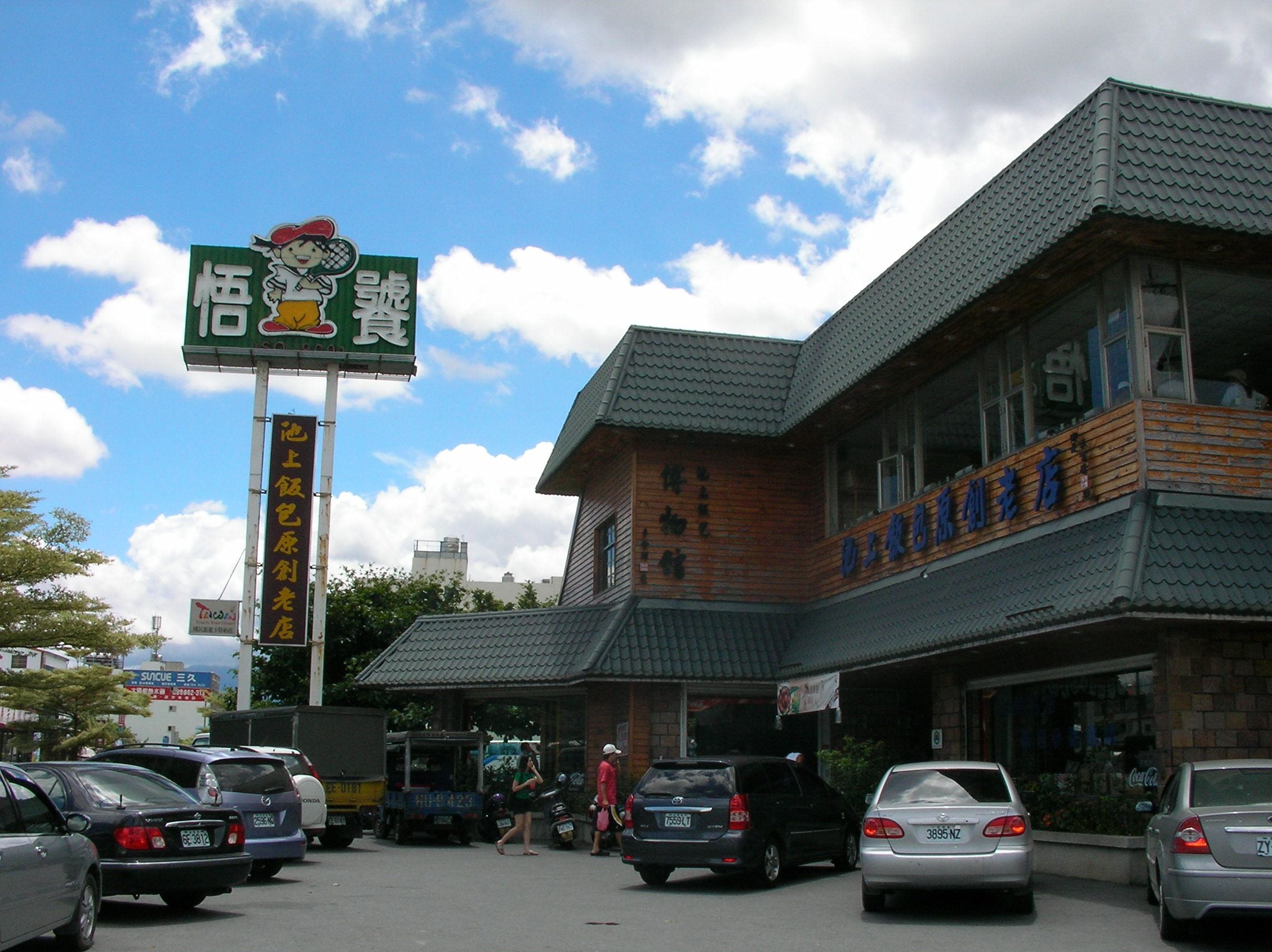
臺東縣池上鄉
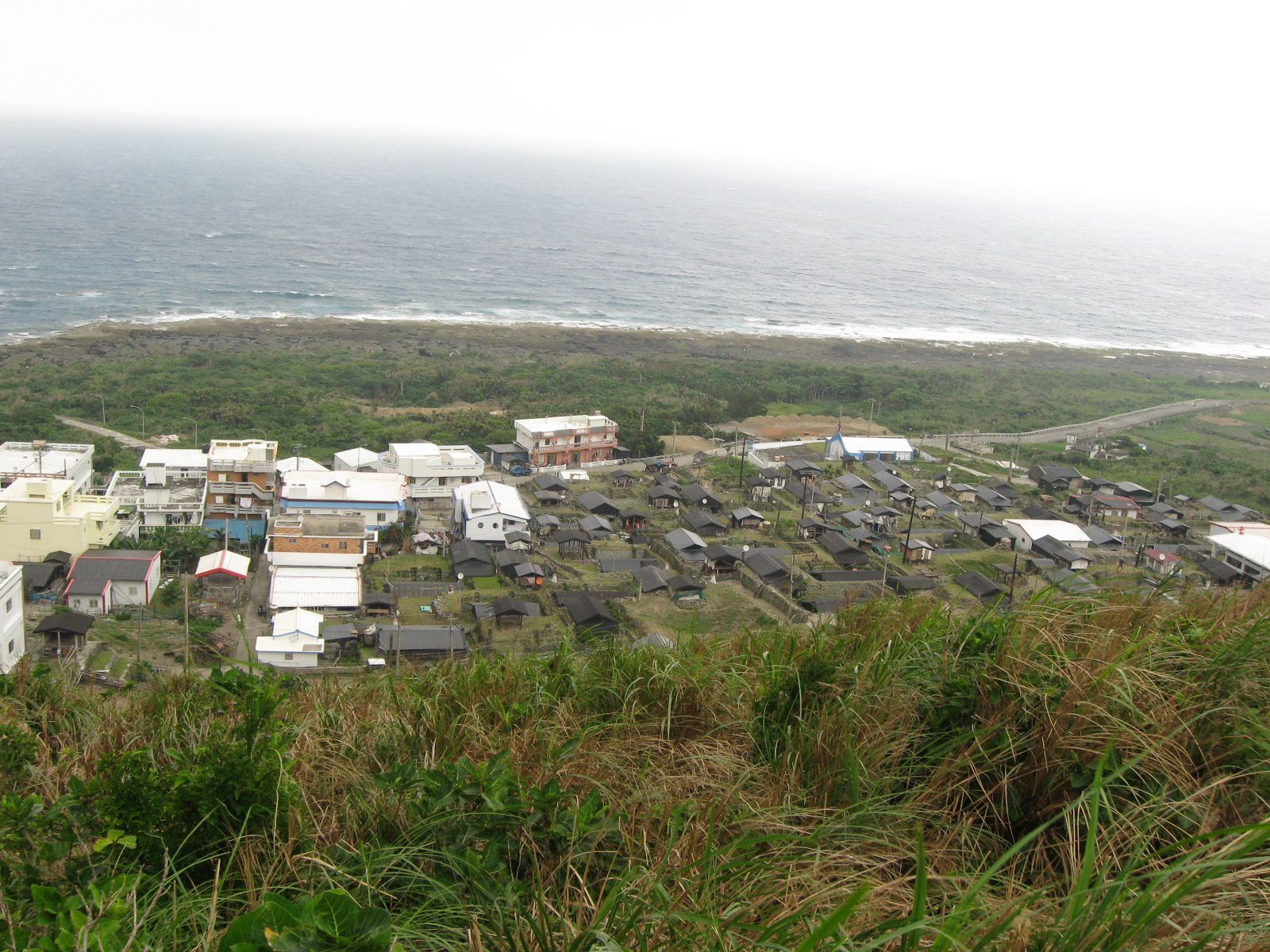
臺東縣蘭嶼鄉
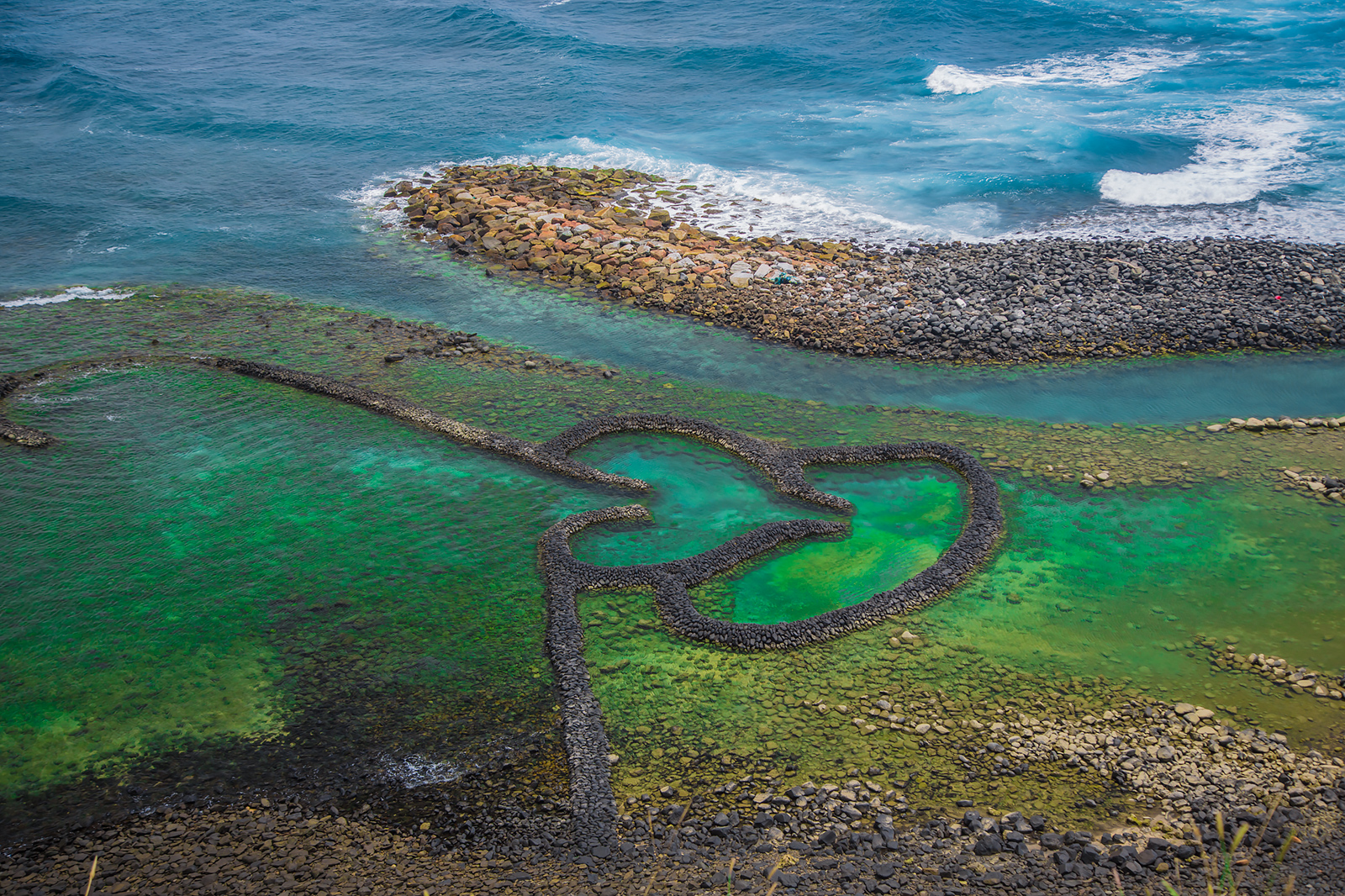
澎湖縣七美鄉

## 原住民鄉
臺灣的鄉又可以再分成「平地鄉」與「山地鄉」，平地鄉的前身是日治時期1920年在台灣的「街庄制度」下所設置的「庄」。山地鄉則源自於日治時期各原住民所居住之蕃地，在戰後初期所改制，境內以原住民族為主要居民。「山地鄉」鄉長，從以往《臺灣省各縣市實施地方自治綱要》到現行《地方制度法》都規定，須經過民選且為原住民族籍者方能擔任。

「平地原住民鄉」則是原住民居住人口較多之平地鄉，其民選鄉長不一定需具備原住民族籍。又「直轄市之區由山地鄉改制者，稱為『山地原住民區』，為地方自治團體，設區民代表會及區公所，分別為山地原住民區之立法機關及行政機關，依《地方制度法》辦理自治事項，並執行上級政府委辦事項。山地原住民區之自治，除法律另有規定外，準用本法關於鄉（鎮、市）之規定。」